# Stepove, Sakî
Stepove (în ucraineană Степове) este un sat în comuna Krîmske din raionul Sakî, Republica Autonomă Crimeea, Ucraina.

## Demografie
Componența lingvistică a localității Stepove
     Rusă (76,54%)
     Ucraineană (22,27%)
     Alte limbi (1,19%)
Conform recensământului din 2001, majoritatea populației localității Stepove era vorbitoare de rusă (76,54%), existând în minoritate și vorbitori de ucraineană (22,27%).